# Настоящее страшное телевидение
«Настоящее страшное телевидение» («НСТ») — российский телеканал, транслирующий фильмы и сериалы в жанрах хоррор, триллер, мистика, фантастика и чёрный юмор. Входил в медиахолдинг «НКС Медиа». В 2015 году после объединения активов ВГТРК и «Ростелекома» телеканал стал частью пакета тематических телеканалов «Цифровое телевидение».

## История
1 октября 2006 года телеканал начал своё вещание. Транслировал фильмы и сериалы в жанре триллер, ужасы, мистика, фантастика, чёрный юмор, а также аниме и фикшн. Межпрограммный эфир телеканала состоял из анимационного сериала «Монстры», главными героями которого были Слэшер, Дракула, Мумия, Зомби. Также на НСТ демонстрировались тематические документальные программы собственного производства: «Энциклопедия ужасов» (всё о фильмах ужасов), Шедевры ужаса, «Мир аниме» (всё о японской анимации «аниме» и комиксах «манга»), «DOOM и другие» (всё о компьютерных играх в жанре Horror).
3 октября 2011 года на канале произошёл ребрендинг.
23 декабря 2016 года телеканал перешёл на широкоформатное вещание (с 4:3 на 16:9) и стал доступен со стереозвуком.

## Наполнение
Программное наполнение канала формируется из контента, произведенного в США, Великобритании, России и других странах. Например, фильмы киностудии Lionsgate Films, Sony Pictures, Warner Bros., Paramount Pictures и Universal Pictures.
75 % контента канала — это художественные фильмы, 25 % — сериалы.

## Телесериалы
- Театр Рэя Бредбери
- Лига джентльменов
- Психовилль
- Истории, леденящие кровь (Twisted Tales и Spine Chillers)
- Мастера ужасов
- После смерти
- Буш Всемогущий
- Чёрная комната
- Медиум
- Доктор Кто
- Торчвуд
- Убежище
- Дом ужасов Хаммера
- Американская история ужасов
- Королевы крика
- Джонатан Крик
- Штамм
- Джекилл
- Эш против Зловещих мертвецов
- Фишер (сериал)

## Аудитория
Аудитория телеканала насчитывает более 11 714 000 абонентов.[уточнить] Телеканал транслируется во многих кабельных и спутниковых сетях (Триколор ТВ, Ростелеком, Дом.ru TV, Интерсвязь и многие другие).
Согласно исследованию, проведённому компанией Mediascope (ранее TNS Россия) телеканал «Настоящее страшное телевидение» вошёл в десятку телеканалов с наибольшим объёмом аудитории в телесезоне 2016/2017. Таким образом НСТ расположился на 10 месте с долей аудитории — 0,32 %, среднесуточным охватом в 1,69 % и временем просмотра — 47 минут. В телесезоне 2018—2019 телеканал оказался на восьмом месте среди тематических каналов России, а среди всех телеканалов страны — на 35-м месте.

## Поддержка кинопроката
Телеканал неоднократно оказывал поддержку фильмам ужасов в российском кинопрокате.

## Награды
В 2017 году телеканал получил бронзовую награду на конкурсе «МедиаБренд» за рекламный макет в номинации «Лучший принт».